# Marta Vincenzi
Marta Vincenzi (ur. 27 maja 1947 w Genui) – włoska polityk i samorządowiec, eurodeputowana, burmistrz Genui.

## Życiorys
Ukończyła studia wyższe w zakresie filozofii, pracowała następnie w oświacie. Zaangażowała się w działalność Włoskiej Partii Komunistycznej, a po jej rozwiązaniu Demokratycznej Partii Lewicy i Demokratów Lewicy (DS). Wchodziła w skład władz regionalnych tych ugrupowań, a także w skład krajowych władz wykonawczych ostatniej z nich. W 1990 została radną w Genui. Od 1993 do 2002 był przewodniczącą rady prowincji Genua.
W wyborach w 2004 uzyskała mandat posłanki do Parlamentu Europejskiego z ramienia Drzewa Oliwnego. Była członkinią grupy socjalistycznej, pracowała m.in. w Komisji Transportu i Turystyki.
Z PE odeszła w 2007 w związku z wyborem na urząd burmistrz Genui. W tym samym roku przystąpiła do nowo utworzonej Partii Demokratycznej. Na stanowisku burmistrza urzędowała do 2012.